# Tumba de Wang Chʻu-chih

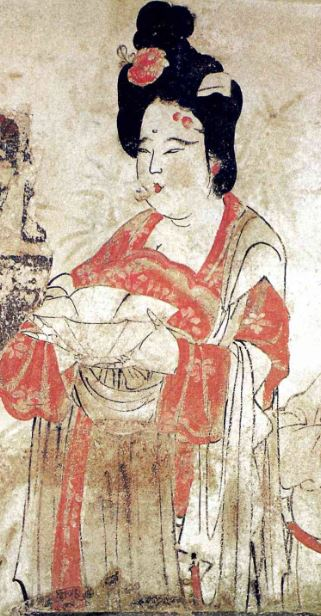
Pintura mural de la tumba de Wang Chʻu-chih

La tumba de Wang Chʻu-chih (chino: 王處直墓) es la sepultura de Wang Chʻu-chih (863-923 d. C.), un gobernador militar de alto rango de finales de la dinastía Tʻang y la dinastía Liang posterior de la época de las Cinco Dinastías. Fue redescubierto en 1980 en el poblado Hsi-yen-chʻuan en el distrito de Chʻü-yang de la provincia china Hopeh.
La sepultura fue robada en el julio de 1994 debido al alto nivel artístico de las pinturas murales y los relieves que son de gran valor histórico.

## Relieve de mármol pintado
Pintado en dos relieves de mármol, un grupo de sirvientes y una orquesta de quince señoras (foto). Proporciona la información sobre los gustos musicales de las clases altas a finales de la dinastía Tʻang.

## Orquesta de las mujeres
Hay doce personas en la orquesta. En la primera fila, hay cinco mujeres (de derecha a izquierda) tocando el kʻung-hou 箜篌 (arpa de arco), el ku-chêng 古箏 (una cítara desplumada con 18 - 23 cuerdas y puentes móviles), la pʻi-pa 琵琶 (laúd), el pʻai-pan 拍板 (chapaletas de bambú) y el ta-ku 大鼓 (bombo), mientras, en la última fila, hay siete mujeres tocando el shêng 笙 (órgano de boca), el fang-hsiang 方響 (metalófono chino), el ta-la-ku 答臘鼓 (tambor cilíndrico de Asia occidental), dos pi-li 篳篥 (oboes) y dos hêng-ti 橫笛 o ti-tzŭ 笛子 (flautas traveseras de bambú). En el extremo derecho de la primera fila es un director de orquesta con dos bailarinas jóvenes en frente de él.

## Galería

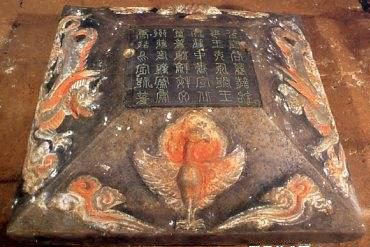
Epitafio de la tumba de Wang Chʻu-chih
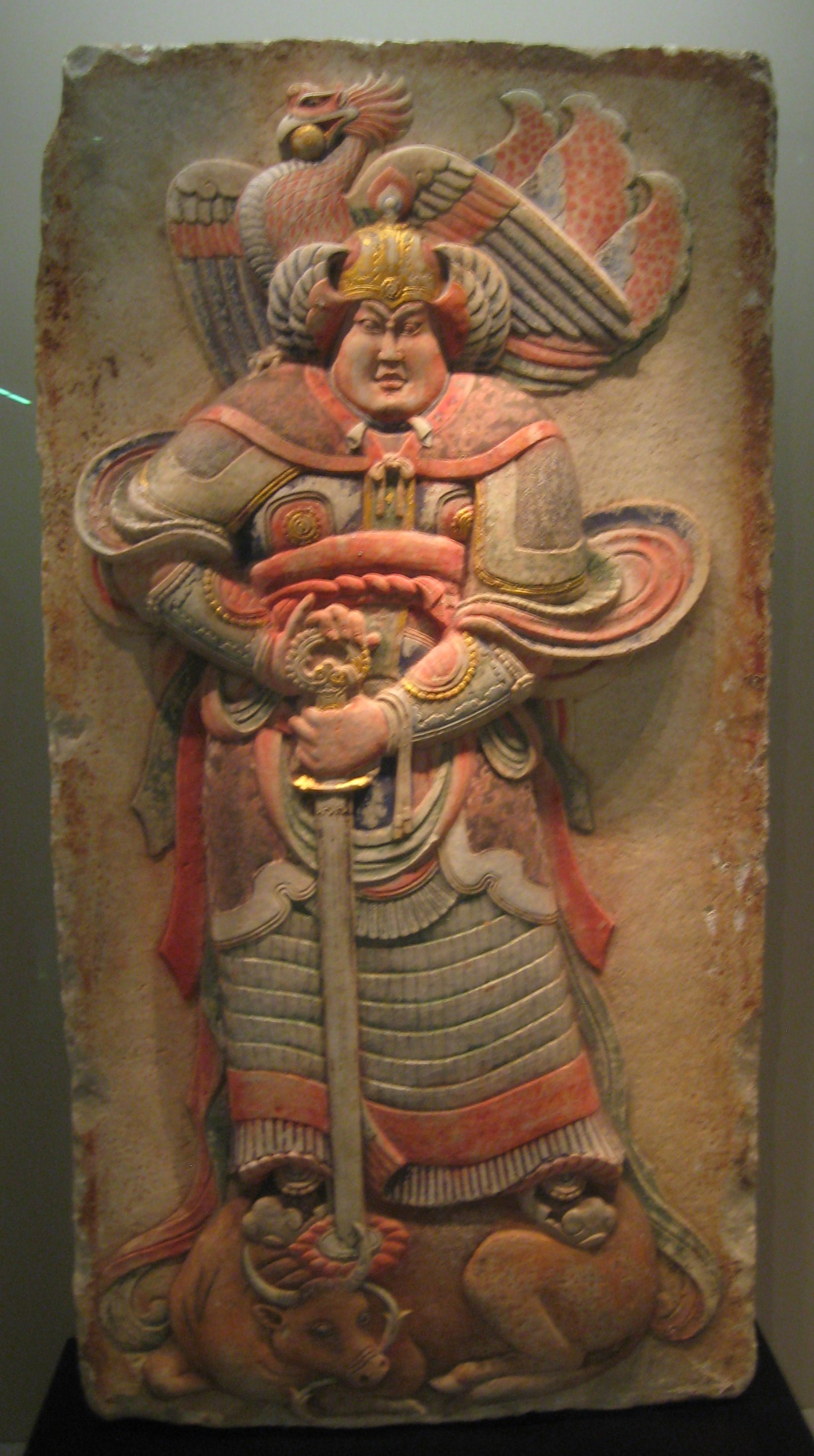
Relieve de piedra de la tumba de Wang Chʻu-chih
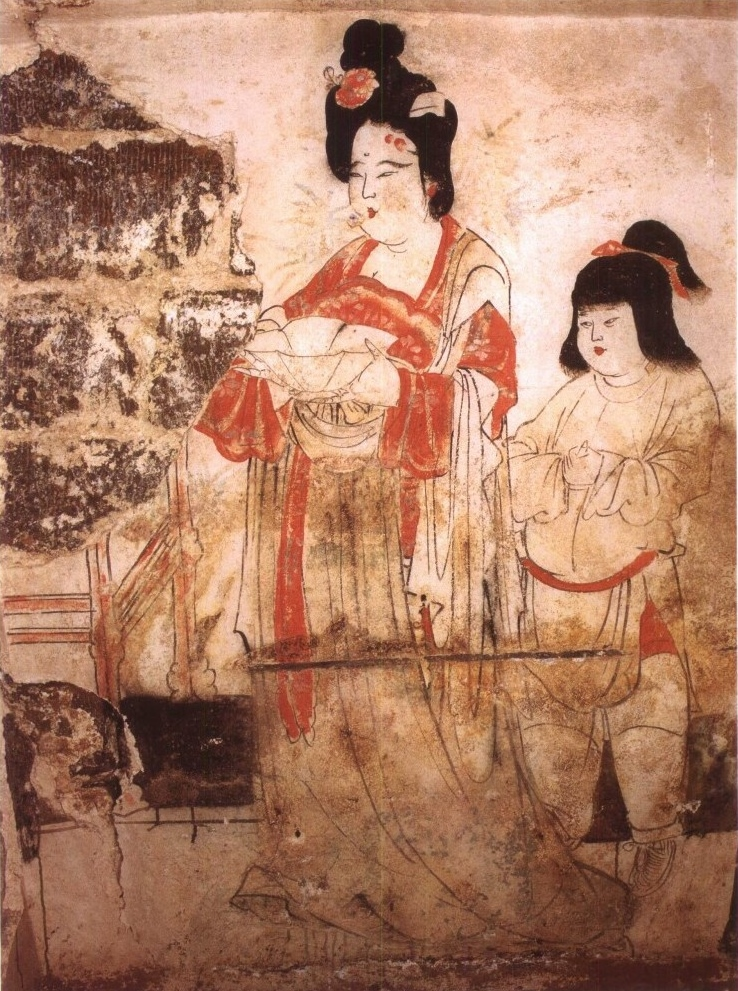
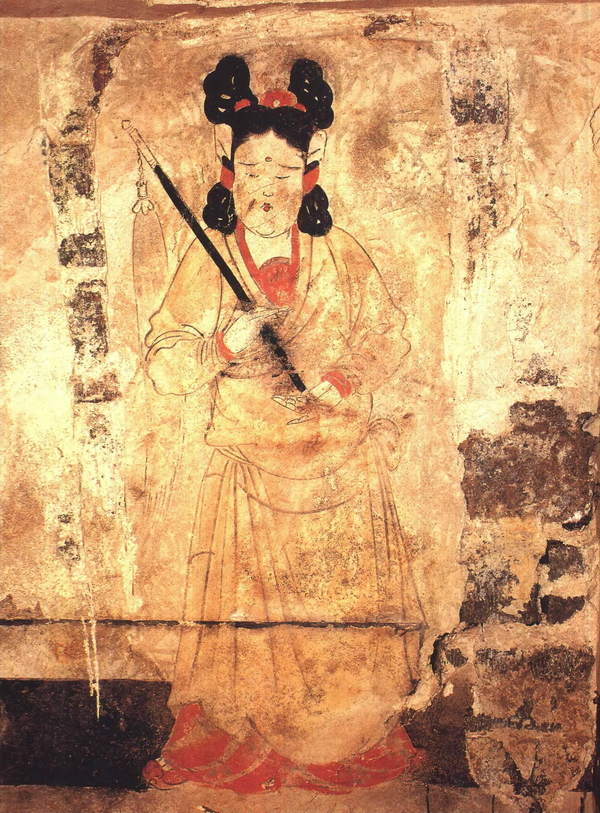
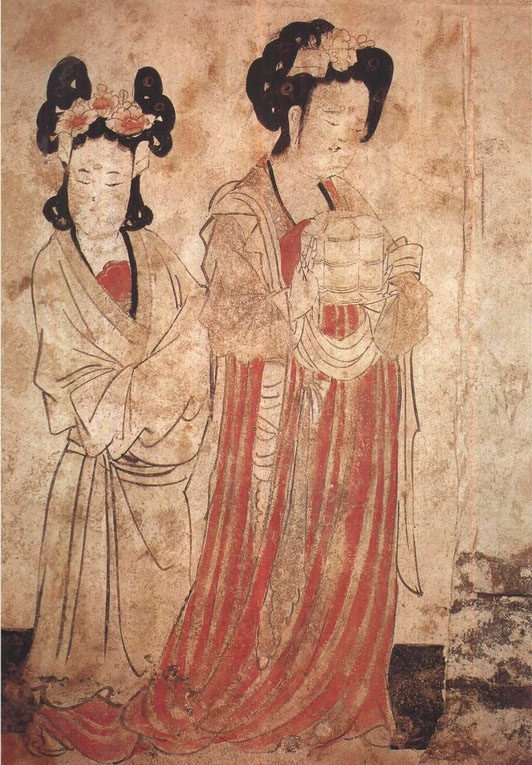
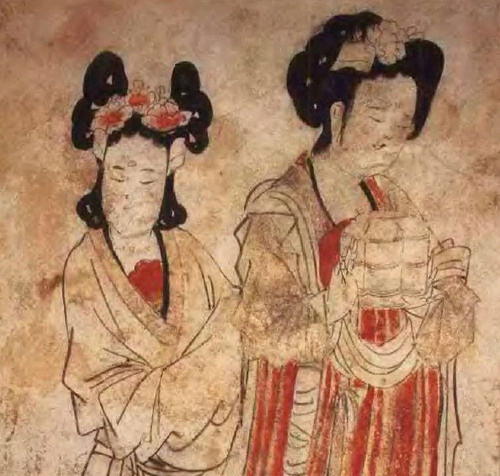
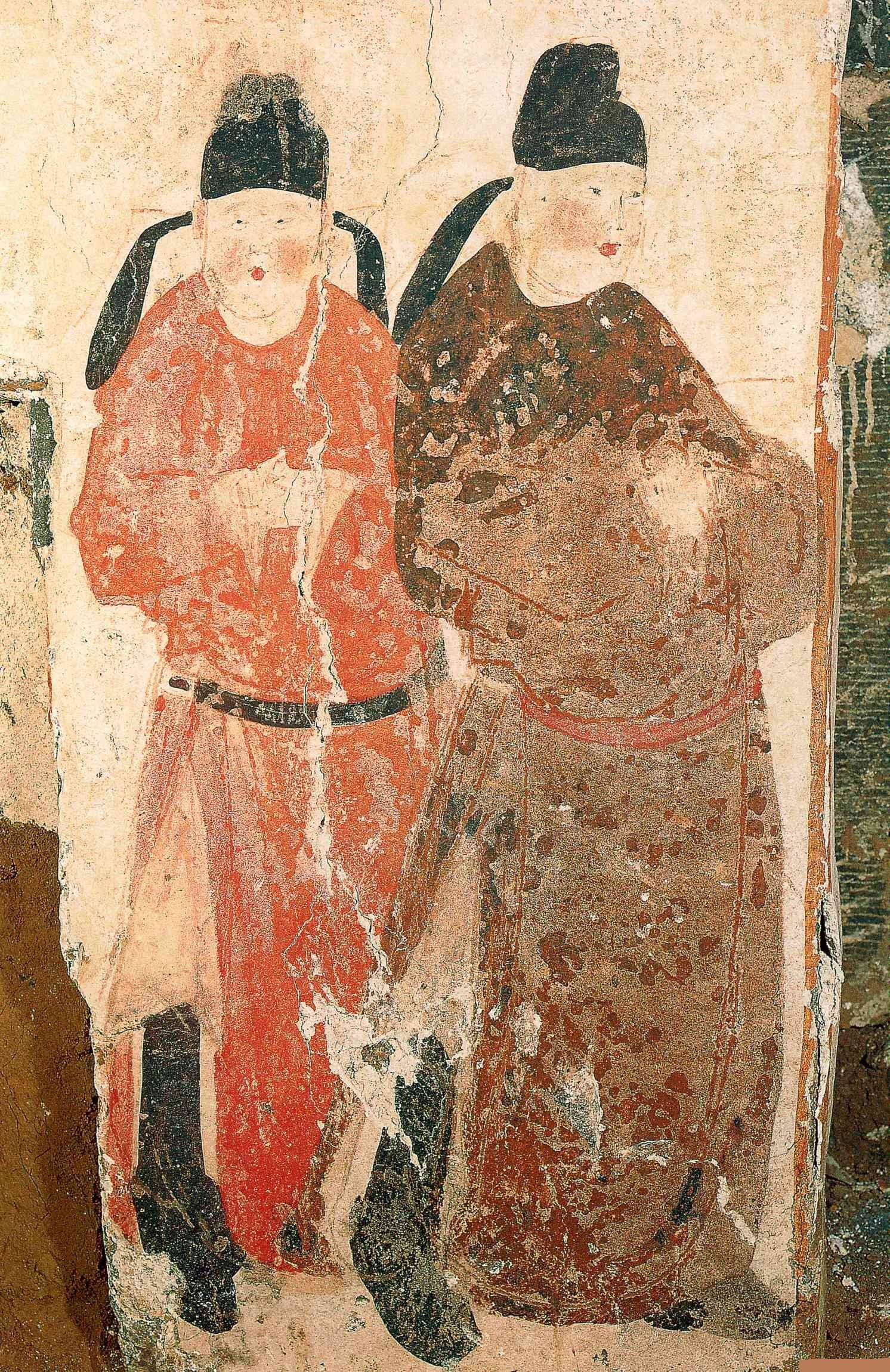
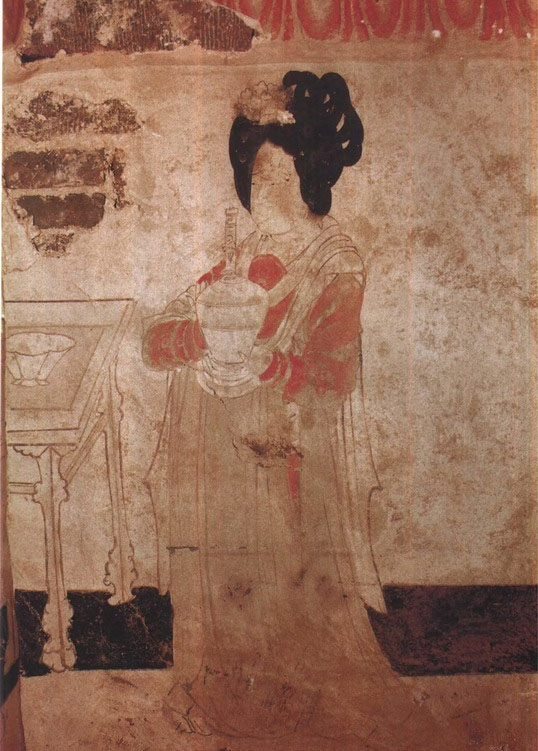
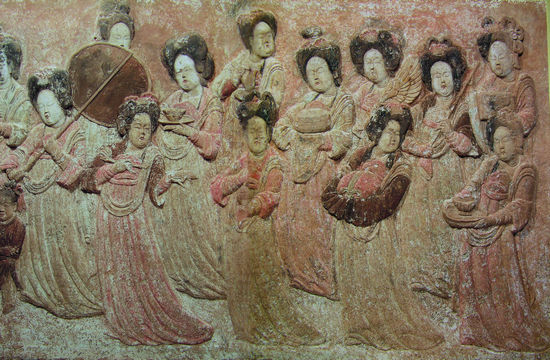
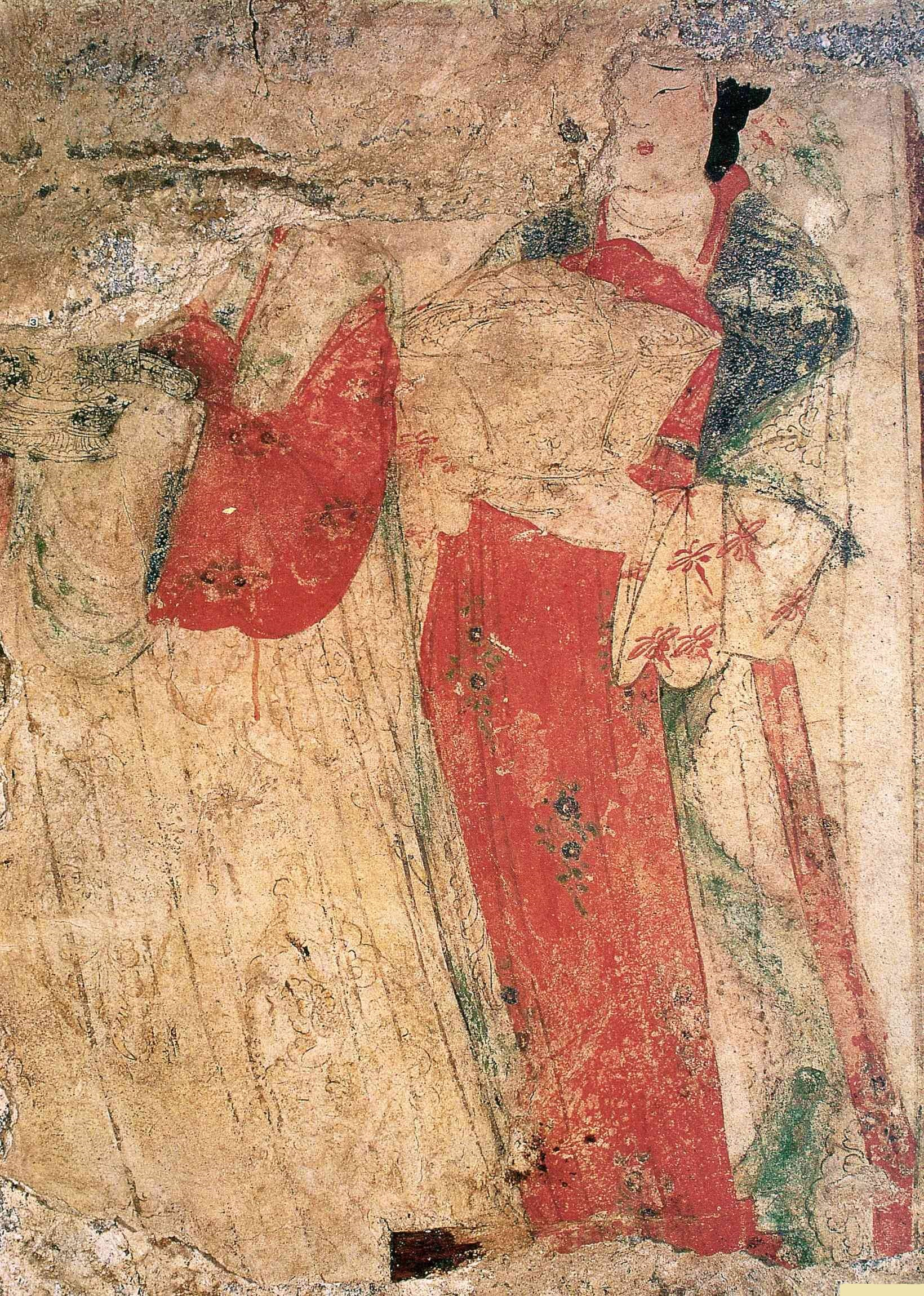
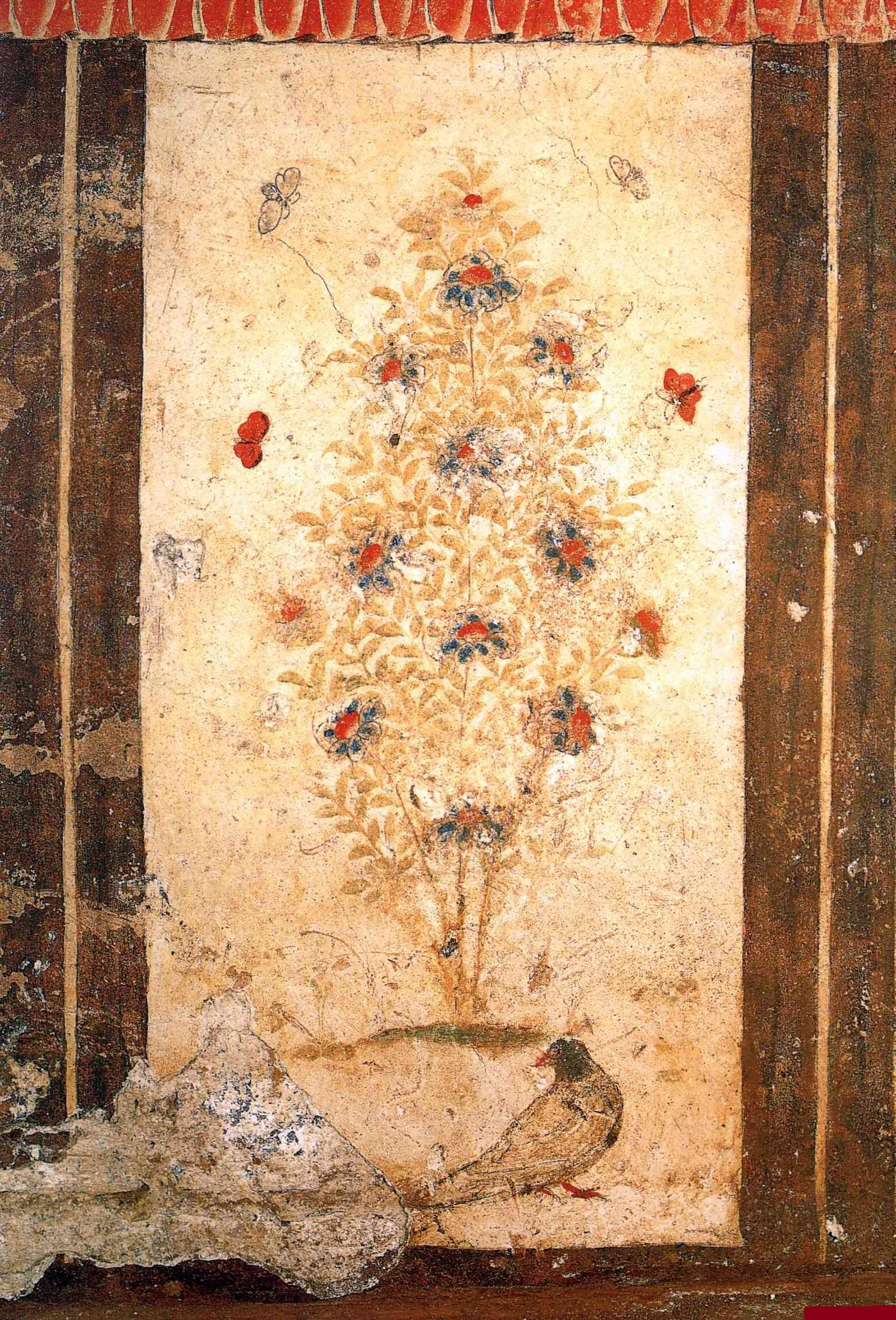
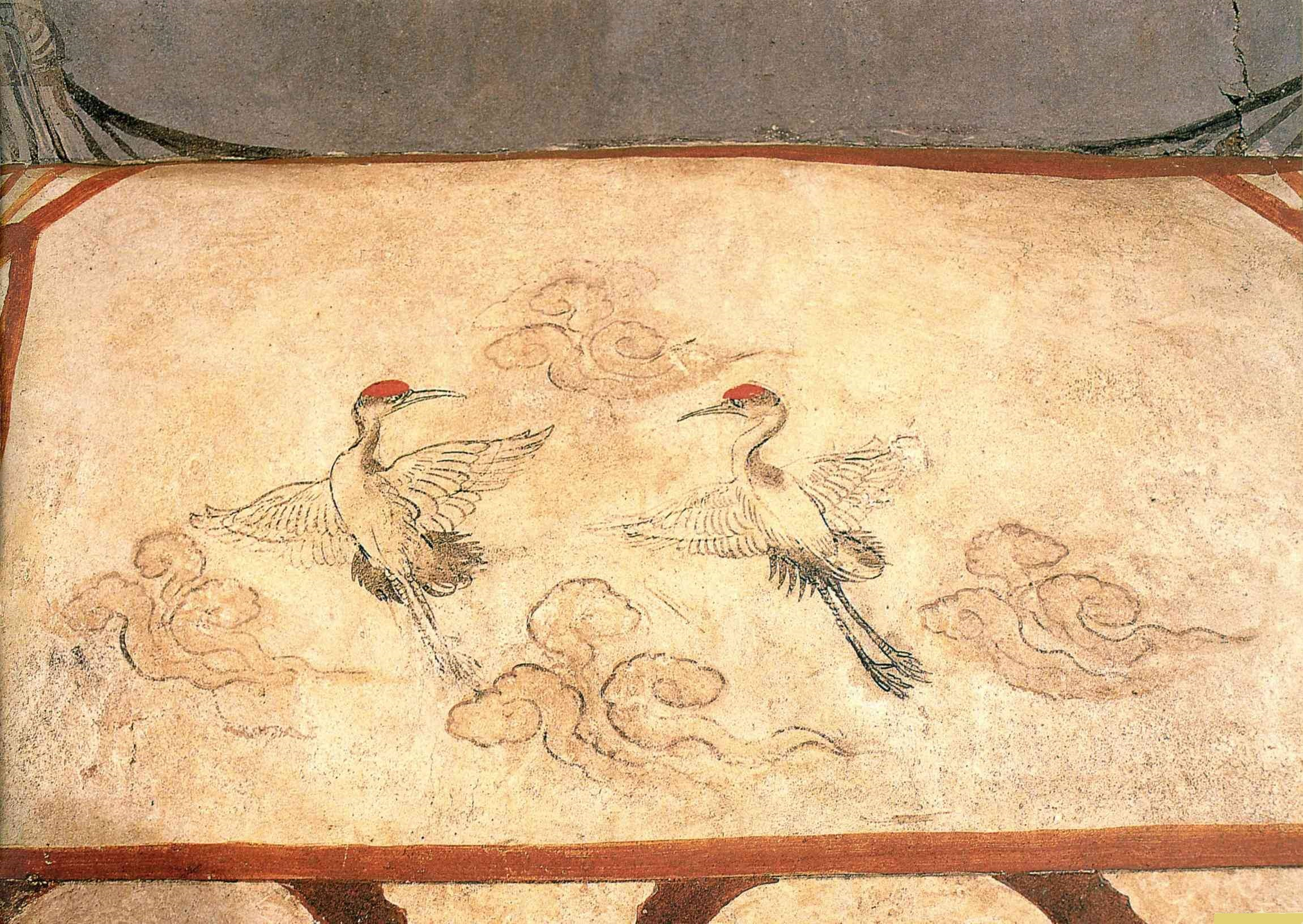
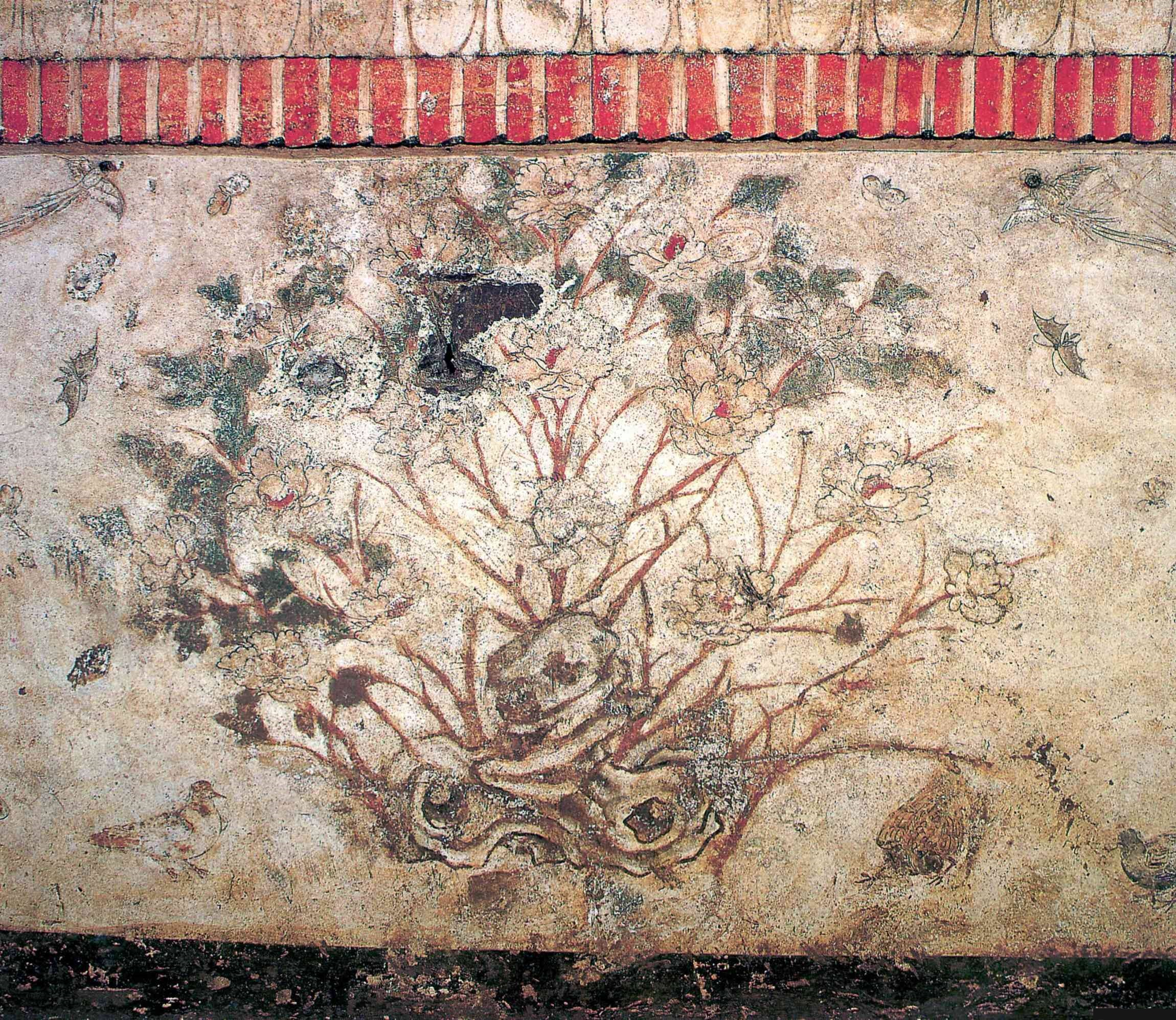
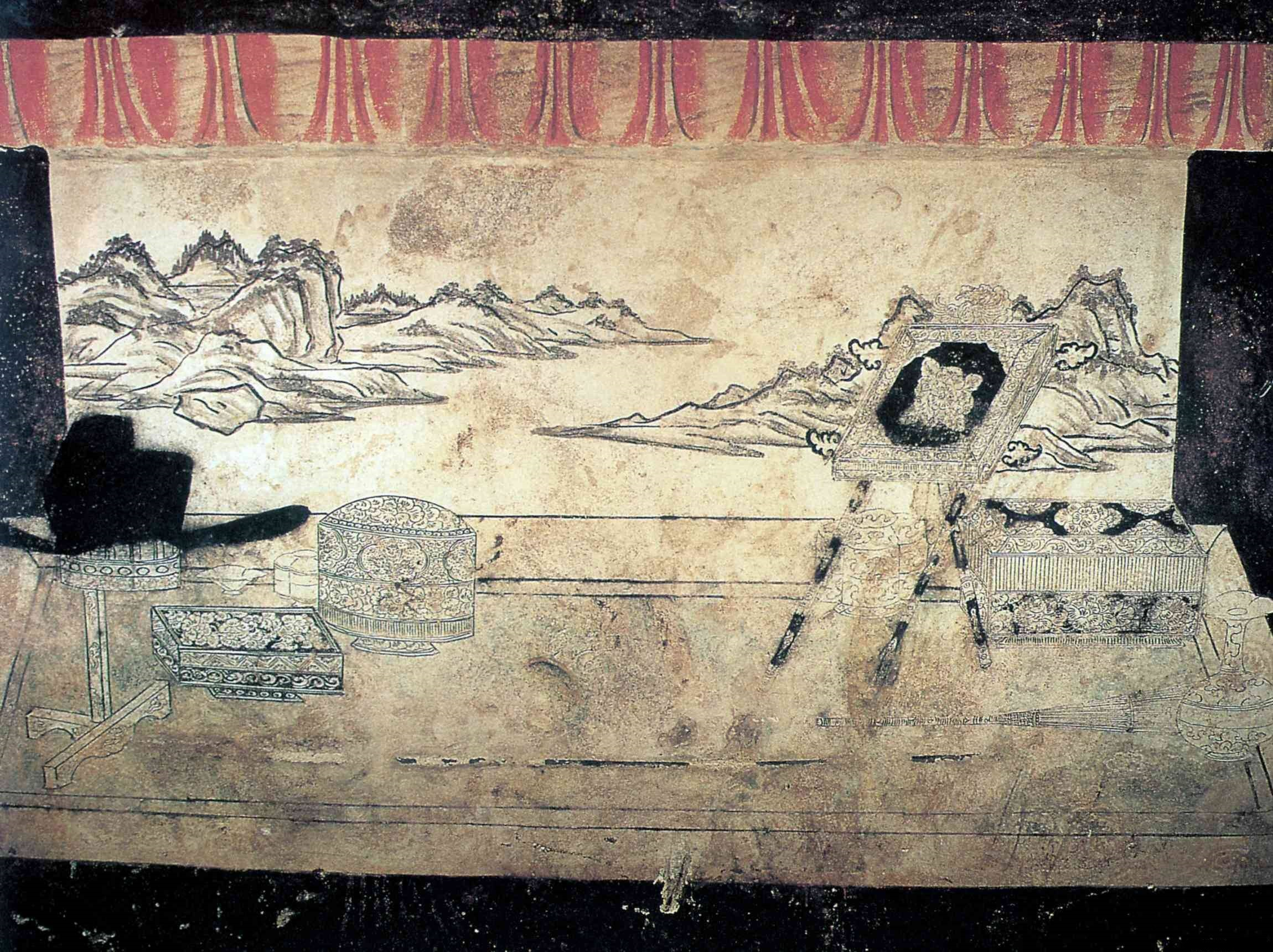
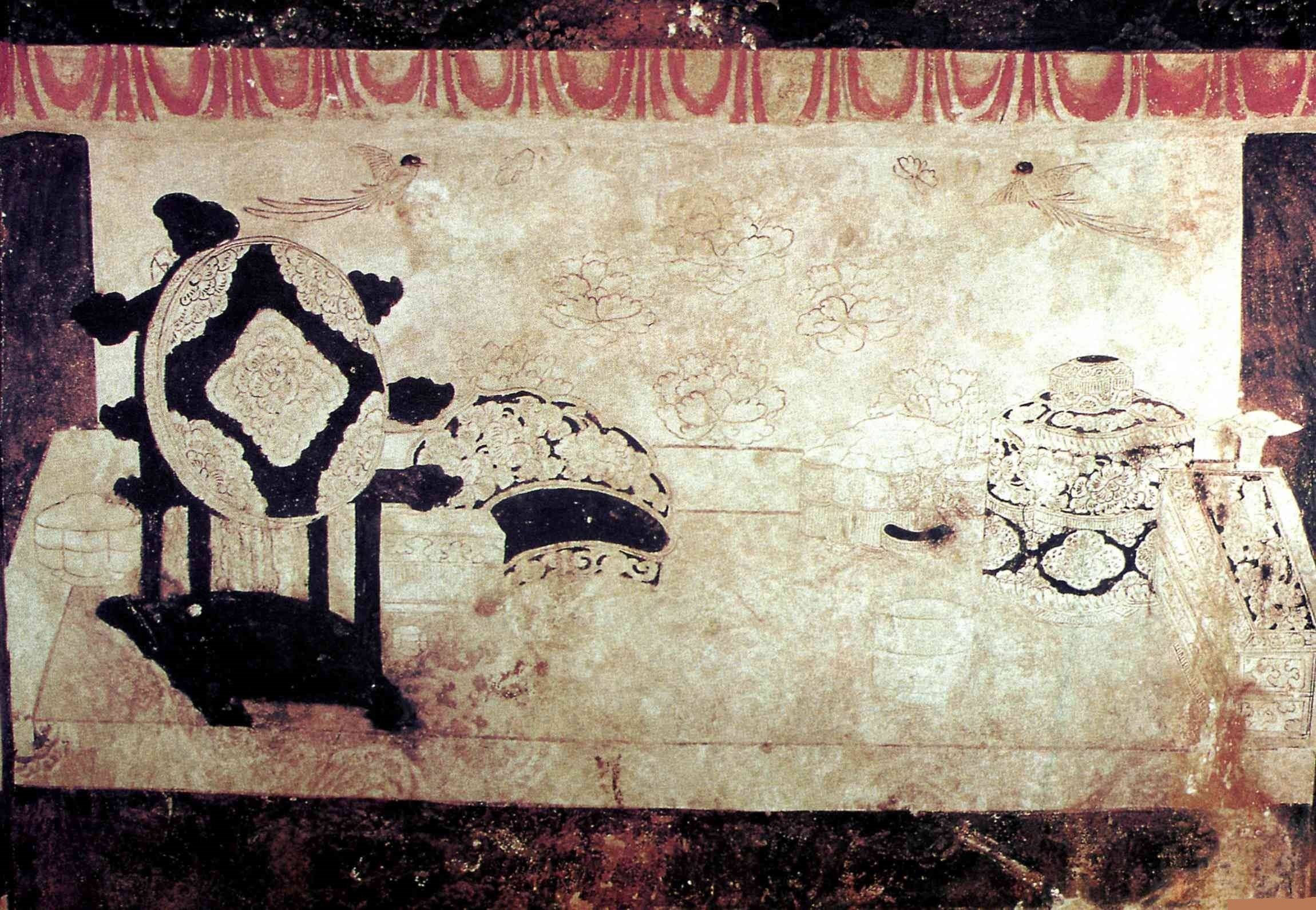